# Herman te Riele
Hermanus Johannes Joseph te Riele, född 5 januari 1947 i Haag, är en holländsk matematiker. 
År 1970 avlade te Riele ingenjörsexamen i teknisk matematik vid Delfts tekniska universitet och 1976 doktorsexamen i matematik och fysik vid Universiteit van Amsterdam. 
Herman te Riele var fram till sin pensionering verksam vid CWI i Amsterdam med specialisering mot beräkningsinriktad talteori. Han är känd för att tillsammans med Jan van de Lune och Dik Winter ha visat korrektheten av Riemannhypotesen för de första 1,5 miljarderna icke-triviala nollor av Riemanns zetafunktion, för att tillsammans med Andrew Odlyzko ha motbevisat Mertens förmodan, och för faktorisering av stora tal av världsrekordstorlek. 
År 1987 hittade han en ny övre gräns för π(x) − Li(x) (där π(x) betecknar antalet primtal mindre än x, se Skewes tal).